# Pierre van Hooijdonk
Petrus Ferdinandus Johannes "Pierre" van Hooijdonk (født 29. november 1969 i Steenbergen, Holland) er en tidligere hollandsk fodboldspiller, der spillede som angriber hos flere europæiske klubber, samt for Hollands landshold. Af hans klubber kan blandt andet nævnes NAC Breda og Feyenoord Rotterdam i hjemlandet, skotske Celtic F.C. samt engelske Nottingham Forest.
I 2002 blev van Hooijdonk topscorer i Æresdivisionen for Feyenoord Rotterdam og blev samme år kåret til Årets fodboldspiller i Holland.

## Landshold
Van Hooijdonk spillede i årene mellem 1994 og 2004 46 kampe for Hollands landshold, hvori han scorede 14 mål. Han repræsenterede sit land ved VM i 1998, EM i 2000 samt EM i 2004.